# 당산 (화합물)
당산(糖酸, 영어: saccharic acid)은 화학식이 C6H10O8인 화합물이다. 글루카르산(영어: glucaric acid)이라고도 한다. 당산은 포도당과 같은 당을 질산과 함께 산화시킴으로써 유도될 수 있다.
당산의 염은 당산염(糖酸鹽, 영어: saccharate) 또는 글루카르산염(영어: glucarate)이라고 부른다.

## 같이 보기
- 탄수화물
- 단당류
- 이당류
- 점액산
- 글루콘산
- 아이소사카린산